# Jumanji (franciză)
Jumanji este o franciză media americană bazată pe cărțile pentru copii Jumanji (1981) și continuarea sa, Zathura (2002), scrise de Chris Van Allsburg. Primul film a fost produs de TriStar Pictures, iar de la al doilea încoace de Columbia Pictures, amândouă companiile fiind deținute de Sony Pictures Entertainment. Franciza urmărește aventurile a numeroase persoane care sunt prinse într-un joc fermecat unde sunt o mulțime de elemente de junglă periculoase de care jucătorii trebuie să le supraviețuiască, în timp ce joacă jocul, cu singurul mod de a ieși din joc fiind de a-l termina până la capăt, în timp ce îndură pericolele.
Franciza este alcătuită din patru filme: Jumanji (1995), Zathura (2005), Jumanji: Aventură în junglă (2017) și Jumanji: Nivelul următor (2019), și un serial animat de televiziune difuzat între 1996 și 1999. Primul film a fost lansat în 1995 cu primire împărțită, în timp ce filmele următoare au fost primite cu căldură. În total, filmele au acumulat 2 miliarde de $ la box office-ul global.

## Origine
Cartea Jumanji a fost publicată în 1981 și scrisă de Chris Van Allsburg. O continuare, Zathura, a fost publicată 21 de ani mai târziu, în 2002.

## Filme
| Film                                            | Premiera          | Regia        | Scenariul                                                    | Povestea                                      | Producător(i)                                                          |
| ----------------------------------------------- | ----------------- | ------------ | ------------------------------------------------------------ | --------------------------------------------- | ---------------------------------------------------------------------- |
| Jumanji                                         | 15 decembrie 1995 | Joe Johnston | Jonathan Hensleigh, Greg Taylor și Jim Strain                | Greg Taylor, Jim Strain și Chris Van Allsburg | Scott Kroopf și William Teitler                                        |
| Zathura: O aventură spațială                    | 11 noiembrie 2005 | Jon Favreau  | David Koepp și John Kamps                                    | David Koepp și John Kamps                     | William Teitler, Scott Kroopf și Michael De Luca                       |
| Jumanji: Aventură în junglă                     | 20 decembrie 2017 | Jake Kasdan  | Chris McKenna, Erik Sommers, Scott Rosenberg și Jeff Pinkner | Chris McKenna                                 | Matt Tolmach și William Teitler                                        |
| Jumanji: Nivelul următor                        | 13 decembrie 2019 | Jake Kasdan  | Jake Kasdan, Jeff Pinkner și Scott Rosenberg                 | Jake Kasdan, Jeff Pinkner și Scott Rosenberg  | Dwayne Johnson, Dany Garcia, Hiram Garcia, Matt Tolmach și Jake Kasdan |
| Continuare fără nume a Jumanji: Nivelul următor | 11 decembrie 2026 | Jake Kasdan  | VFA                                                          | VFA                                           | VFA                                                                    |

## Seriale de televiziune
| Serial  | Sezoane | Episoade | Lansare originală | Lansare originală | Lansare originală                         |
| Serial  | Sezoane | Episoade | Premiera          | Finalul           | Canal                                     |
| ------- | ------- | -------- | ----------------- | ----------------- | ----------------------------------------- |
| Jumanji | 3       | 40       | 8 septembrie 1996 | 11 martie 1999    | UPN (1996–1998) Sindicalizare (1998–1999) |

## Jocuri video
| Joc                                   | An   | Dezvoltator                 | Editor                        | Platforme                                                                                     |
| ------------------------------------- | ---- | --------------------------- | ----------------------------- | --------------------------------------------------------------------------------------------- |
| Jumanji: A Jungle Adventure Game Pack | 1996 | Studio Interactive          | Philips Interactive Media     | Microsoft Windows                                                                             |
| Zathura                               | 2005 | High Voltage Software       | 2K Games                      | PlayStation 2 și Xbox                                                                         |
| Jumanji                               | 2006 | Atomic Planet Entertainment | Blast! Entertainment          | PlayStation 2                                                                                 |
| Jumanji                               | 2007 | Fujishoji                   | Fujishoji                     | Pachinko                                                                                      |
| Jumanji: The Mobile Game              | 2017 | Idiocracy Games             | NHN Entertainment             | Android și iOS                                                                                |
| Jumanji: The VR Adventure             | 2018 | MWM Immersive               | Sony Pictures Virtual Reality | HTC Vive                                                                                      |
| Jumanji: The Video Game               | 2019 | Funsolve                    | Outright Games                | PlayStation 4, Xbox One, Nintendo Switch și Microsoft Windows                                 |
| Jumanji: Wild Adventures              | 2023 | Cradle Games                | Outright Games                | Microsoft Windows, PlayStation 4, PlayStation 5, Xbox One, Xbox Series X/S și Nintendo Switch |